# شب‌خروش بال‌سفید
شب‌خروش بال‌سفید (نام علمی: Penelope albipennis) نام یک گونه از سرده شب‌خروش‌های اصلی است.